# Eleotridae

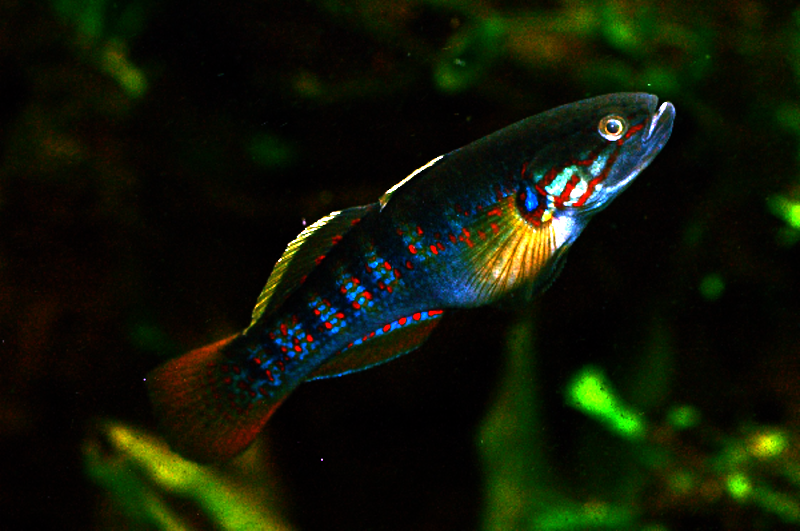
Mogurnda mogurnda

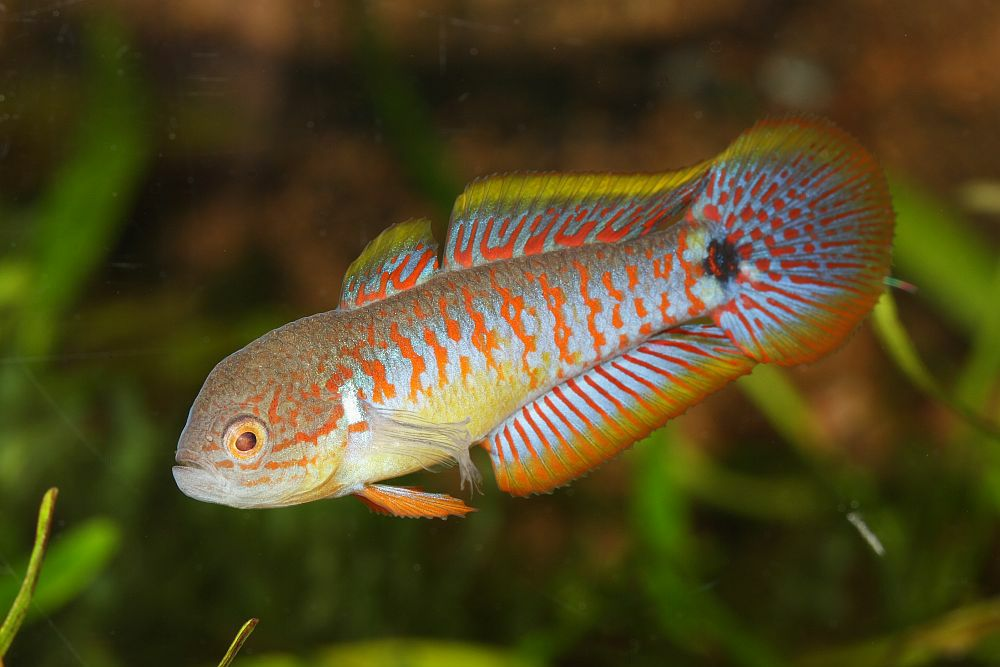
Tateurndina ocellicauda

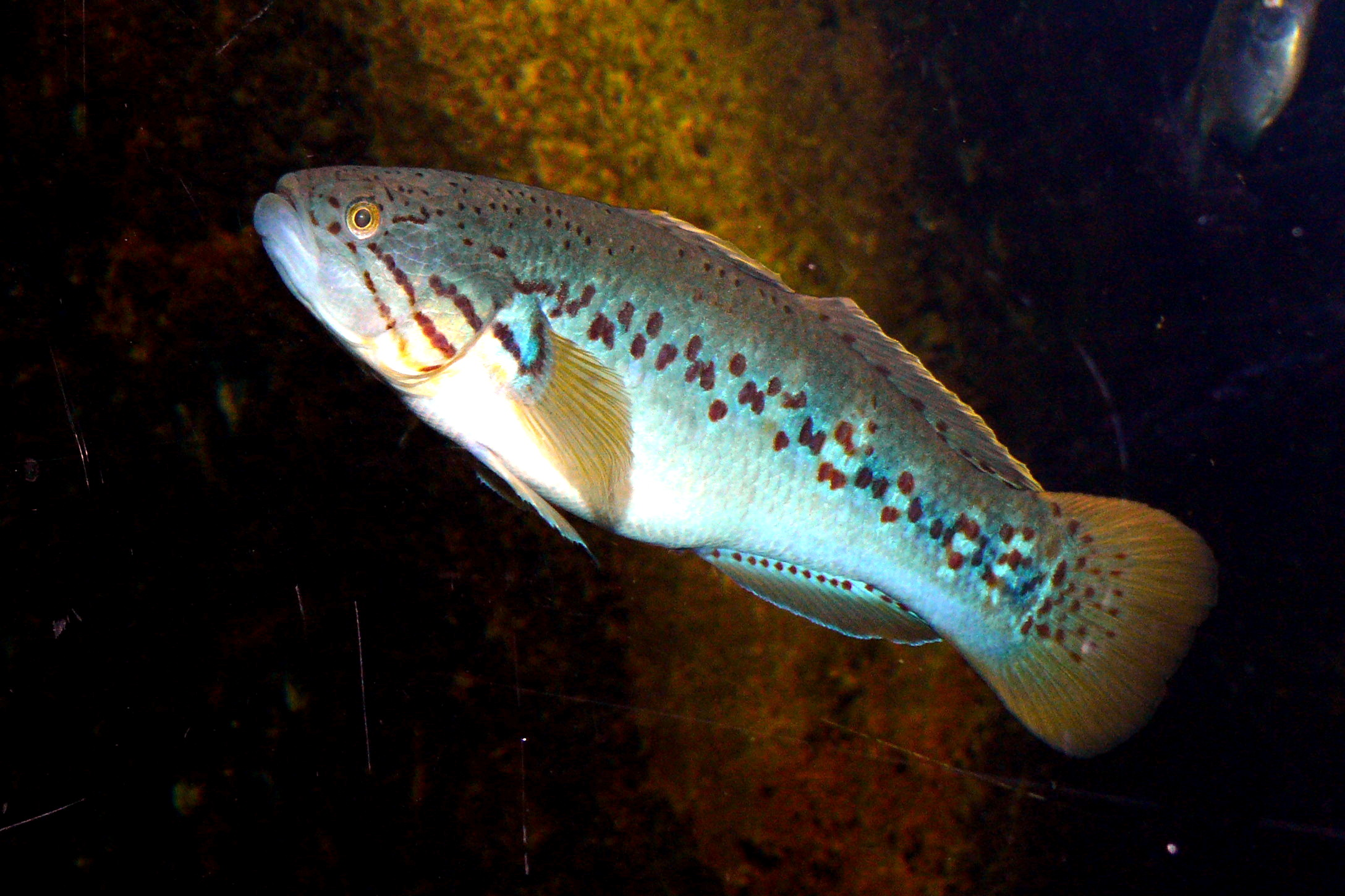
Mogurnda adspersa

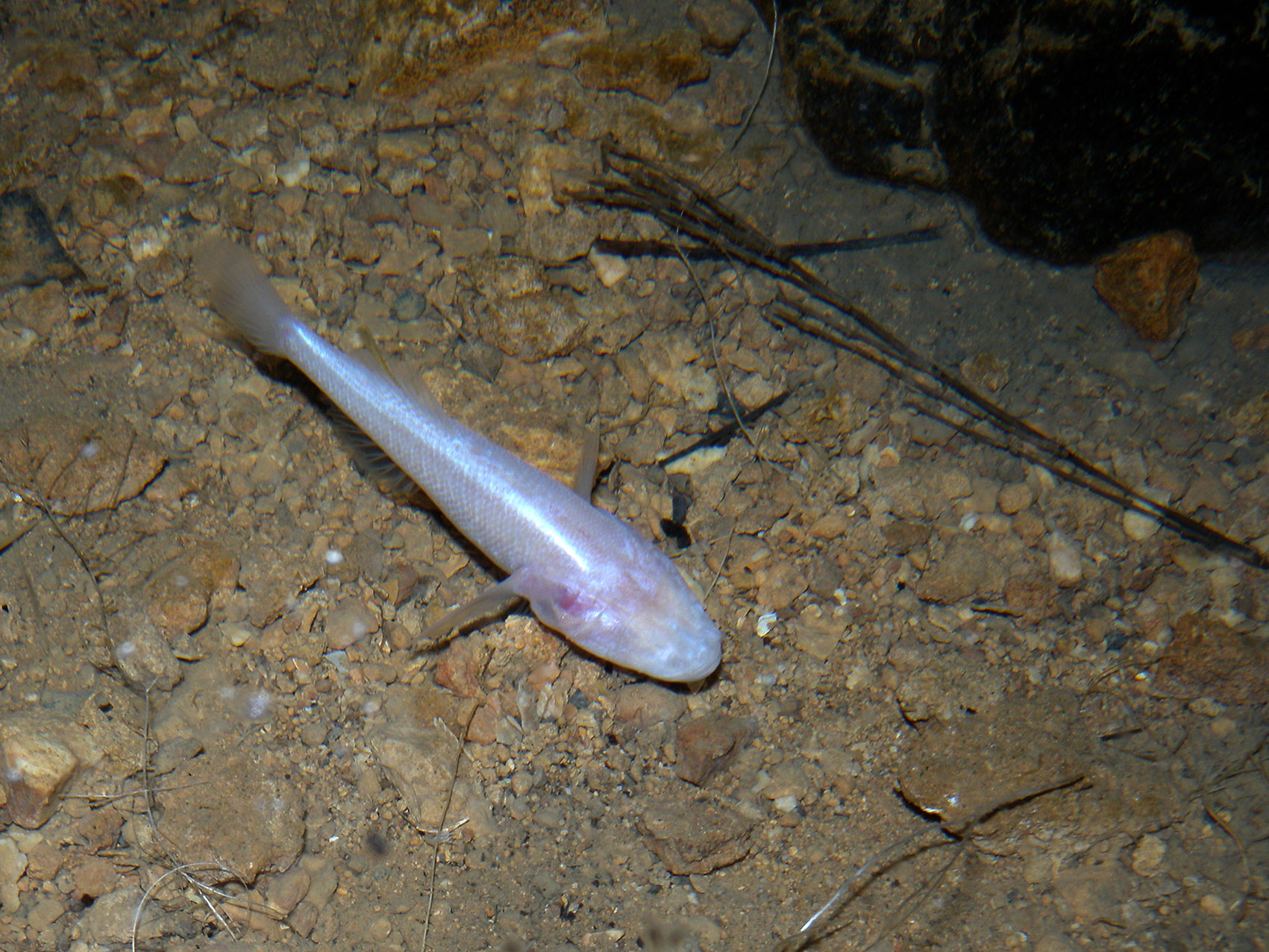
Typhleotris madgascarensis

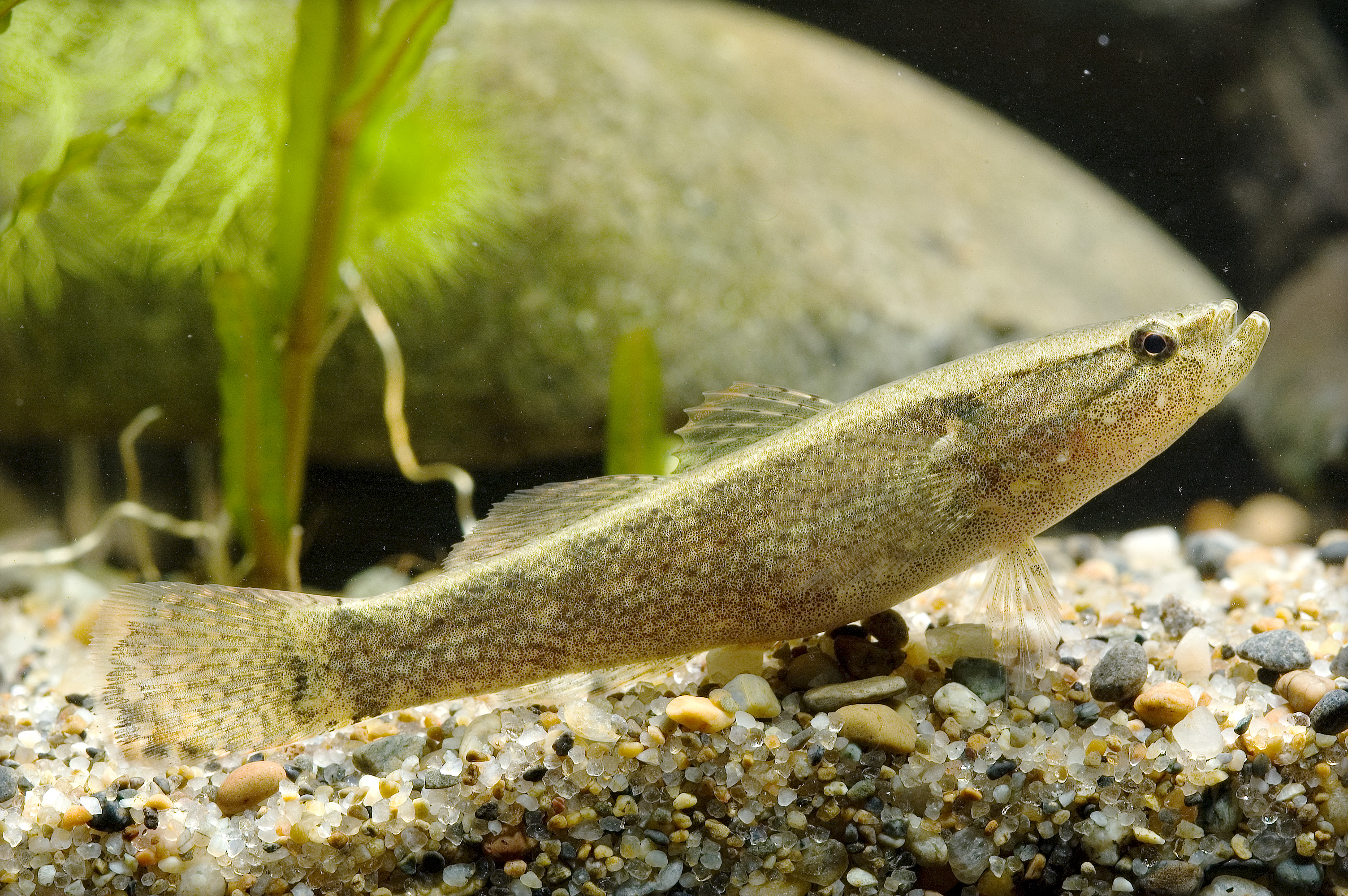
Eleotris oxycephala

Gli Eleotridae sono una famiglia di pesci ossei marini, d'acqua dolce e d'acqua salmastra.

## Distribuzione e habitat
Gli Eleotridae sono diffusi nelle acque dolci e marine costiere della gran parte delle regioni tropicali. Poche specie sono diffuse nelle regioni temperate. Sono del tutto assenti dall'Europa e dal mar Mediterraneo. Sono particolarmente diffusi in Oceania e costituiscono una frazione notevole dell'ittiofauna d'acqua dolce di Australia e Nuova Guinea.
Le specie marine di solito vivono in acque costiere, spesso in zone di mescolamento tra le acque dolci e marine come i mangrovieti, gli estuari o le lagune. Alcuni eleotridi comunque sono diffusi anche nelle barriere coralline. Le specie di acqua dolce sono comuni nei corsi d'acqua che solcano le foreste pluviali come nelle pozze del deserto e, più in generale, in tutti gli ambienti. Typhleotris è un genere limitato alle acque sotterranee delle caverne del Madagascar, i cui membri sono privi di occhi e di pigmento.

## Descrizione
L'aspetto degli eleotridi è abbastanza vario ma in genere sono molto simili ai Gobiidae da cui si riconoscono soprattutto per le pinne ventrali che possono essere divise o unite per varia lunghezza ma mai conformate a ventosa. In genere hanno struttura più massiccia che i Gobiidae e molte specie hanno bocca grande che denota abitudini predatorie. La bocca è terminale o rivolta in alto. Le scaglie sono presenti.
La maggior parte delle specie misura meno di 20 cm ma un certo numero supera questa misura. Dormitator maculatus è la specie più grande e può raggiungere i 70 cm.

## Alimentazione
Le piccole specie si cibano di invertebrati, le più grandi catturano anche pesci.

## Acquariofilia
Poche specie d'acqua dolce, tra cui spicca la coloratissima Tateurndina ocellicauda originaria della Nuova Guinea, si sono diffuse come ospiti degli acquari domestici.

## Tassonomia

### Sottofamiglie
La famiglia è suddivisa in due sottofamiglie:
- Butinae
- Eleotrinae

### Specie
La famiglia comprende le seguenti specie:
- Genere Allomogurnda
  - Allomogurnda flavimarginata
  - Allomogurnda hoesei
  - Allomogurnda insularis
  - Allomogurnda landfordi
  - Allomogurnda montana
  - Allomogurnda nesolepis
  - Allomogurnda papua
  - Allomogurnda sampricei
- Genere Belobranchus
  - Belobranchus belobranchus
- Genere Bostrychus
  - Bostrychus africanus
  - Bostrychus albooculata
  - Bostrychus aruensis
  - Bostrychus expatria
  - Bostrychus microphthalmus
  - Bostrychus scalaris
  - Bostrychus sinensis
  - Bostrychus strigogenys
  - Bostrychus zonatus
- Genere Bunaka
  - Bunaka gyrinoides
- Genere Butis
  - Butis amboinensis
  - Butis butis
  - Butis gymnopomus
  - Butis humeralis
  - Butis koilomatodon
  - Butis melanostigma
- Genere Calumia
  - Calumia eilperinae
  - Calumia godeffroyi
  - Calumia papuensis
  - Calumia profunda
- Genere Dormitator
  - Dormitator cubanus
  - Dormitator latifrons
  - Dormitator lebretonis
  - Dormitator lophocephalus
  - Dormitator maculatus
  - Dormitator pleurops
- Genere Eleotris
  - Eleotris acanthopoma
  - Eleotris amblyopsis
  - Eleotris andamensis
  - Eleotris annobonensis
  - Eleotris aquadulcis
  - Eleotris balia
  - Eleotris brachyurus
  - Eleotris daganensis
  - Eleotris fasciatus
  - Eleotris feai
  - Eleotris fusca
  - Eleotris lutea
  - Eleotris macrocephala
  - Eleotris macrolepis
  - Eleotris mauritiana
  - Eleotris melanosoma
  - Eleotris melanura
  - Eleotris oxycephala
  - Eleotris pellegrini
  - Eleotris perniger
  - Eleotris picta
  - Eleotris pisonis
  - Eleotris pseudacanthopomus
  - Eleotris sandwicensis
  - Eleotris senegalensis
  - Eleotris soaresi
  - Eleotris tecta
  - Eleotris tubularis
  - Eleotris vittata
  - Eleotris vomerodentata
- Genere Erotelis
  - Erotelis armiger
  - Erotelis clarki
  - Erotelis shropshirei
  - Erotelis smaragdus
- Genere Giuris
  - Giuris margaritacea
- Genere Gobiomorphus
  - Gobiomorphus australis
  - Gobiomorphus basalis
  - Gobiomorphus breviceps
  - Gobiomorphus cotidianus
  - Gobiomorphus coxii
  - Gobiomorphus gobioides
  - Gobiomorphus hubbsi
  - Gobiomorphus huttoni
  - Gobiomorus dormitor
  - Gobiomorus maculatus
  - Gobiomorus polylepis
- Genere Guavina
  - Guavina guavina
  - Guavina micropus
- Genere Hemieleotris
  - Hemieleotris latifasciata
  - Hemieleotris levis
- Genere Hypseleotris
  - Hypseleotris aurea
  - Hypseleotris barrawayi
  - Hypseleotris compressa
  - Hypseleotris compressocephalus
  - Hypseleotris cyprinoides
  - Hypseleotris ejuncida
  - Hypseleotris everetti
  - Hypseleotris galii
  - Hypseleotris guentheri
  - Hypseleotris hotayensis
  - Hypseleotris kimberleyensis
  - Hypseleotris klunzingeri
  - Hypseleotris leuciscus
  - Hypseleotris pangel
  - Hypseleotris regalis
  - Hypseleotris tohizonae
- Genere Incara
  - Incara multisquamatus
- Genere Kimberleyeleotris
  - Kimberleyeleotris hutchinsi
  - Kimberleyeleotris notata
- Genere Kribia
  - Kribia kribensis
  - Kribia leonensis
  - Kribia nana
  - Kribia uellensis
- Genere Leptophilypnus
  - Leptophilypnus fluviatilis
  - Leptophilypnus guatemalensis
  - Leptophilypnus panamensis
- Genere Microphilypnus
  - Microphilypnus acangaquara
  - Microphilypnus amazonicus
  - Microphilypnus macrostoma
  - Microphilypnus ternetzi
- Genere Milyeringa
  - Milyeringa brooksi
  - Milyeringa veritas
- Genere Mogurnda
  - Mogurnda adspersa
  - Mogurnda aiwasoensis
  - Mogurnda aurifodinae
  - Mogurnda cingulata
  - Mogurnda clivicola
  - Mogurnda furva
  - Mogurnda kaifayama
  - Mogurnda kutubuensis
  - Mogurnda larapintae
  - Mogurnda lineata
  - Mogurnda maccuneae
  - Mogurnda magna
  - Mogurnda malsmithi
  - Mogurnda mbuta
  - Mogurnda mogurnda
  - Mogurnda mosa
  - Mogurnda oligolepis
  - Mogurnda orientalis
  - Mogurnda pardalis
  - Mogurnda pulchra
  - Mogurnda spilota
  - Mogurnda thermophila
  - Mogurnda variegata
  - Mogurnda vitta
  - Mogurnda wapoga
- Genere Odonteleotris
  - Odonteleotris canina
  - Odonteleotris macrodon
  - Odonteleotris polylepis
- Genere Ophiocara
  - Ophiocara macrolepidota
  - Ophiocara porocephala
- Genere Oxyeleotris
  - Oxyeleotris altipinna
  - Oxyeleotris aruensis
  - Oxyeleotris caeca
  - Oxyeleotris fimbriata
  - Oxyeleotris herwerdenii
  - Oxyeleotris heterodon
  - Oxyeleotris lineolata
  - Oxyeleotris marmorata
  - Oxyeleotris nullipora
  - Oxyeleotris paucipora
  - Oxyeleotris selheimi
  - Oxyeleotris siamensis
  - Oxyeleotris stagnicola
  - Oxyeleotris urophthalmoides
  - Oxyeleotris urophthalmus
  - Oxyeleotris wisselensis
- Genere Parviparma
  - Parviparma straminea
- Genere Philypnodon
  - Philypnodon grandiceps
  - Philypnodon macrostomus
- Genere Pogoneleotris
  - Pogoneleotris heterolepis
- Genere Prionobutis
  - Prionobutis dasyrhynchus
  - Prionobutis microps
- Genere Ratsirakia
  - Ratsirakia legendrei
- Genere Tateurndina
  - Tateurndina ocellicauda
- Genere Typhleotris
  - Typhleotris madagascariensis
  - Typhleotris pauliani